# ديزي بيروفانو
ديزي بيروفانو (مواليد 19 ديسمبر 1977) هي سياسية إيطالية وهو حاليًا عضو في مجلس الشيوخ للجمهورية من رابطة الشمال.